# Congosto de Valdavia
Congosto de Valdavia is een gemeente in de Spaanse provincie Palencia in de regio Castilië en León met een oppervlakte van 68,93 km². Congosto de Valdavia telt 180 inwoners (1 januari 2016).

## Demografische ontwikkeling
Bron: INE, 1857-2011: volkstellingen
Opm.: In 1857 werd de gemeente Tablares aangehecht; in 1969 werd de gemeente Villanueva de Abajo aangehecht